# Кучос
Кучос (на гръцки: Ευκαρπία, Евкарпия, до 1927 Κούτσιος, Куциос) е село в Република Гърция, Егейска Македония, дем Висалтия. Селото има 727 жители според преброяването от 2001 година.

## География
Кучос е разположено южно от град Сяр (Серес) в Сярското поле.

## История
В селото има запазена средновековна кула.

### В Османската империя
В 1804 година е изграден гробищният храм „Свети Архангели“, а в 1826 година - църквата „Свети Георги“.
Александър Синве („Les Grecs de l’Empire Ottoman. Etude Statistique et Ethnographique“), който се основава на гръцки данни, в 1878 година пише, че в Конциос (Kontsios) живеят 744 гърци. В „Етнография на вилаетите Адрианопол, Монастир и Салоника“, издадена в Константинопол в 1878 година и отразяваща статистиката на населението от 1873 година, Кучос (Koutchos) е посочено като село с 87 домакинства и 268 жители гърци.
В 1889 година Стефан Веркович („Топографическо-этнографическій очеркъ Македоніи“) пише за Кучос:
| „ | Кучос: християнско село; 1 църква, занятието на жителите гърци е земеделие и риболов, отстои на 8 часа от Сяр. | “ |

В 1891 година Георги Стрезов пише за селото:
| „ | Кучос, 9 часа на Ю от Сяр; на СИ от Айдонохори. Земя равна и плодородна; пътят от Сяр също е твърде равен. В Касрик има чифлик и метох от светогорския манастир Култумустану. 80 къщи: 50 гръцки и 30 български. Гръцка църква. | “ |

В началото на XX век Кучос е село, числящо се към Сярска каза на Серския санджак на Османската империя. В 1900 година според Васил Кънчов („Македония. Етнография и статистика“) в селото има 250 жители българи християни и 250 гърци. По данни на секретаря на Българската екзархия Димитър Мишев („La Macédoine et sa Population Chrétienne“) в 1905 година християнското население на Кучос (Koutchos) се състои от 500 гърци и в селото функционира гръцко училище.

### В Гърция
Селото попада в Гърция след Междусъюзническата война. В 1926 година името на селото е променено на Евкарпия, но официално промяната влиза в регистрите в следващата 1927 година. В 1928 година Кучос е представено като смесено местно-бежанско с 51 бежански семейства и 176 жители общо.
| Име      | Име         | Ново име    | Ново име    | Описание                                                                        |
| -------- | ----------- | ----------- | ----------- | ------------------------------------------------------------------------------- |
| Юлдзикия | Γιουλτζίκια | Дромакия    | Δρομάκια    | възвишение в Орсовата планина на ЮЮЗ от Кучос                                   |
| Дренова  | Ντρένοβα    | Кранорема   | Κρανόρεμα   | река на Ю от Кучос, десен приток на Струма, името на Мудзанес в горното течение |
| Цуцос    | Τσουτσός    | Врондерон   | Βροντερόν   | възвишение на ЮЮЗ от Кучос (169 m)                                              |
| Мезиница | Μεζίνιτσας  | Псалту Рема | Ψάλτου Ρέμα | река на Ю от Кучос, десен приток на Мадем                                       |
| Янили    | Γιαννιλί    | Камено Рема | Καμένο Ρέμα | река на Ю от Кучос (Мадем, Милос, Мили Кастролакос)                             |
| Мудзанес | Μουτζιάνες  | Кранорема   | Κρανόρεμα   | река на Ю от Кучос, десен приток на Струма, името на Дренова в долното течение  |
| Хайлязия | Χαϊλιάζια   | Тембелис    | Τεμπέλης    | възвишение на Ю от Мунух (78,9 m)                                               |
| Буруни   | Μπουρούνι   | Митес       | Μύτες       | местност на СИ от Кучос                                                         |

## Личности
Родени в Кучос
- Панайотис Мелахридис (Παναγιώτης Μελαχρίδης), деец на гръцката въоръжена пропаганда в Македония, четник[15]
- Стерьос Мудиотис (Στέργιος Μουδιώτης), капитан от гръцката съпротива, първи лидер на партизанската група „Одисеас Андруцос“

Свързани с Кучос
- Константинос Ганьопулос (Κωνσταντίνος Γκανιόπουλος), главен музикант на филхармоничния оркестър на дем Сяр, бизнесмен и бивш общински съветник на избирателен район Черкезкьой, по произход от Кучос